# Ryōunkaku

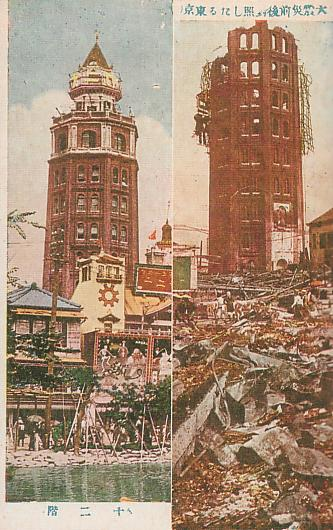
Le Ryōunkaku avant et après le grand tremblement de terre de 1923.

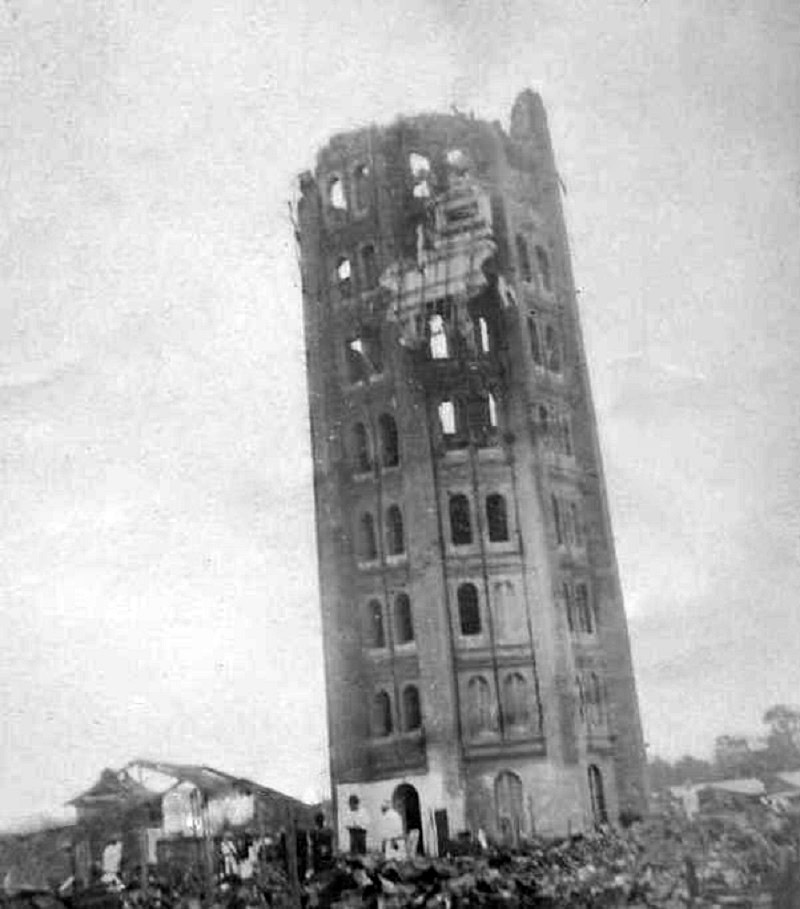
La fin d'un symbole.

Le Ryōunkaku (凌雲閣, Ryōunkaku, litt. Pavillon surpassant les nuages ou Tour surpassant les nuages) est le premier gratte-ciel japonais de style occidental. Construit en 1890 dans le quartier d'Asakusa à Tokyo, il fut détruit lors du séisme de 1923 de Kantō. L'Asakusa Jūnikai (浅草十二階, litt. les douze étages d'Asakusa) (décompte à l'américaine, qui considère le rez-de-chaussée comme le 1er étage), comme il était surnommé par les habitants de Tokyo, était l'attraction touristique la plus populaire de la ville et servait de vitrine aux nouvelles technologies, comme avec l'installation du premier ascenseur électrique du Japon.

## Histoire

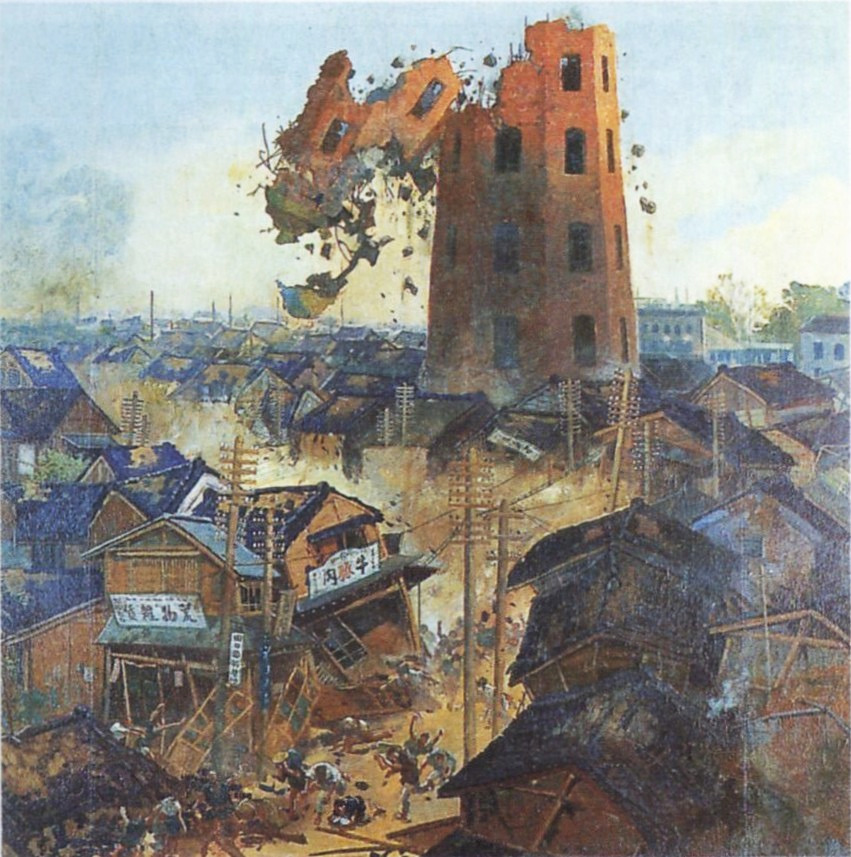
Destruction du Ryōunkaku par le séisme de 1923.

Après son ouverture en 1890, le Ryōunkaku devint rapidement un symbole et un point de repère d'Asakusa. C'était un complexe de loisirs important pour les touristes visitant Tokyo. Un tremblement de terre en 1894 affaiblit sa structure, qui fut alors renforcée par des poutres en acier. Néanmoins, le séisme de 1923 de Kantō détruisit les étages supérieurs et endommagea si gravement le reste qu'il dut être démoli.

## Architecture et technologie
Le Ryōunkaku fut conçu par l'ingénieur écossais William Kinnimond Burton à la fin des années 1880, peu de temps après son arrivée au Japon. C'était une tour de presque 69 m, faite de briques rouges sur une structure en bois dans un style néo-renaissance. Les onze étages avaient tous l'éclairage électrique. Les deux ascenseurs électriques furent conçus par Fujioka Ichisuke, l'un des fondateurs de Toshiba. Ils allaient jusqu'au septième étage et pouvaient transporter 10 personnes chacun au maximum. Ils furent cependant fermés juste un an après l'ouverture du bâtiment pour des raisons de sécurité.

## Utilisation
Du premier au sixième étage se trouvaient pas moins de 46 magasins qui vendaient des marchandises du monde entier. Le septième étage était occupé par un bar-restaurant et des expositions d'art avaient lieu au huitième. Les neuvième, dixième et onzième étaient occupés par des terrasses panoramiques. Elles permettaient de voir tout Tokyo et même, par temps clair, le mont Fuji. Beaucoup de manifestations artistiques et culturelles étaient organisées au Ryōunkaku, comme des concerts de musique occidentale, des expositions de photographies de geishas, des concours de beautés, etc. Un magasin célèbre y fabriquait des pièces en bois pour sugoroku, un jeu de table japonais particulièrement populaire.

## Le Ryōunkaku dans la littérature
Du fait de sa célébrité, le Ryōunkaku fut cité dans les œuvres littéraires de plusieurs écrivains contemporains comme Takuboku Ishikawa, Hakushū Kitahara ou Mitsuharu Kaneko. L'inauguration de l'édifice fut immortalisée dans les plus célèbres œuvres du photographe Kazumasa Ogawa en 1892.

## Anecdotes
Pour fêter le nouvel an 1891, des ballons avec des tickets de téléphones et des billets d'entrée de la tour furent lâchés dans les airs à partir du toit. Néanmoins, seule une personne réussit à obtenir un billet, car les autres furent déchirés lors de disputes.
Un panneau devant la tour faisait de la publicité pour Jintan (image du haut), une marque de bonbon à la menthe encore existante au Japon.
Une réplique du Ryōunkaku se trouve au musée d'Edo-Tokyo.